# Personaggi di Blue Dragon
Questa è la lista dei personaggi dell'anime e videogioco Blue Dragon.

## Shu
Shu (シュウ?, Shū) è un ragazzo impulsivo e avventuroso, che ricopre il ruolo di protagonista sia nel videogioco sia nella serie anime. Originario del fittizio villaggio di Talta, Shu non si arrende di fronte alle avversità ed è grazie alla sua testardaggine che riuscirà a sconfiggere il male. Spesso gli capita di dire cose stupide o di perdersi durante i lunghi discorsi. Nonostante tutti i piccoli difetti che lo compongono, Shu è onesto, leale, altruista e coraggioso. Ha un grande senso del dovere e l'amicizia e l'amore sono importanti per lui, come dimostra quando, piangendo durante lo scontro con Zola nella prima serie, afferma che, nonostante tutto, la considera ancora sua amica. Shu è motivato a sconfiggere Nene perché è il colpevole dietro gli attacchi dei Land Sharks. L'ombra di Shu è il potentissimo Blue Dragon, una delle sette ombre della luce. Sebbene all'inizio i due non andranno d'accordo, diventeranno grandissimi amici e Blue Dragon si unirà a lui nel combattere le forze del male. Non si sa molto del passato di Shu, tranne che è nato nel villaggio Talta e che è stato allevato dal nonno Fushira. Fin dalla tenera età ha convissuto con Kluke, la sua migliore amica. Nei videogiochi Shu ottiene il potere del Blue Dragon inghiottendo il Globo di luce. Il Blue Dragon utilizza attacchi di spada magica. La sua storia nell'anime inizia nel villaggio Talta, quando si vocifera dell'imminente arrivo di un Maestro Cavaliere. Questa notizia attira l'attenzione e la curiosità di Shu, che comincia così a cercarlo con l'intenzione di divenire il suo allievo. È proprio qui che incontra Zola, una bella ragazza dallo sguardo di ghiaccio circondata da un alone di mistero che subito lo colpisce, convincendolo di aver trovato il Maestro Cavaliere. In realtà Zola non è un Maestro Cavaliere ma una evocatrice di ombre, così come Jiro, un ragazzino dell'età di Shu che viaggia insieme a lei. Sempre nel primo episodio, l'esercito del Gran Reame attacca il villaggio di Talta. È qui che Shu scopre di possedere un'ombra, che è proprio Blue Dragon, l'ombra che Zola e Jiro stavano da tempo cercando. Dopo molte esitazioni, Shu decide di intraprendere un viaggio con Zola e Jiro, seguito dalla fedelissima Kluke. Al gruppo si uniranno anche Marumaro, componente della tribù dei Devee, e Bouquet, membro della tribù dei Ra. Dopo molte avventure e colpi di scena, alla fine Shu, grazie all'aiuto di Blue Dragon, riuscirà a sconfiggere Zola, rivelatasi una traditrice e responsabile di aver liberato le tenebre per distruggere il mondo. Durante l'imprigionamento delle tenebre, però, perde l'ombra e deve dire addio a Blue Dragon. Nel corso della seconda stagione verrà scelto dagli esseri superiori come "rappresentante della Terra" e dovrà superare, insieme al suo gruppo, molte prove, per poi battersi con il loro leader Rudolph, che riuscirà a sconfiggere unendosi a Blue Dragon. Bouquet è innamorata di lui e, nella seconda stagione (soprattutto durante gli ultimi episodi) la ragazza sembra essere finalmente ricambiata. Nel videogioco è doppiato da Marina Inoue (giapponese) e Federica Tripodi (italiano), mentre nell'anime è doppiato da Keiko Nemoto (giapponese) e Gabriele Patriarca (italiano).

## Kluke
Kluke (クルック?, Kurukku) è la migliore amica di Shu, una ragazzina cresciuta nel villaggio di Talta. È esperta di meccanica, buona, sensibile e cauta, ma anche irascibile (almeno nella prima stagione). La sua ombra è una potentissima Fenice, che ha scoperto di possedere quando Zola, con un inganno, la costrinse a combattere contro Nene. Nel corso della storia, diventa molto amica sia di Bouquet che di Jiro, il quale finisce col provare un grande affetto per lei, perché gli ricorda sua sorella minore. Inizialmente è molto gelosa delle interazioni fra Shu e Bouquet, ma successivamente cesserà di esserlo quando le due diventeranno amiche, e soprattutto quando Kluke si innamorerà di Andropov, durante gli episodi finali della prima stagione. Andropov è perdutamente innamorato di lei e per questo è molto geloso. Nell'anime Kluke compare fin dal primo episodio; inizialmente diffidente verso l'allora straniera Zola, comincerà ben presto ad ammirarla per il suo coraggio e la sua forza. Quando Shu parte con lei, dopo l'attacco delle forze di Nene sventato per l'appunto da Zola, anche Kluke lo segue, incapace di lasciare solo l'amico. Viene poi rapita da Logi che, con lo scopo di estorcerle informazioni, fa vacillare la sua fiducia in Zola, tanto che la ragazzina, tornata dagli altri con l'aiuto di Andropov, scoprirà di non fidarsi più ciecamente della sua guida. Dopo la morte di Zola per mano di Shu, Kluke andrà a vivere con Andropov, che durante lo scontro finale si era gravemente ferito alla gamba. Nella seconda serie, la vediamo cresciuta di due anni circa. È cambiata rispetto alla prima stagione, è più matura e più calma e, sebbene resti profondamente amica di Shu, non vuole più combattere, preferendo una vita pacifica e tranquilla. Durante il corso della serie, sia Kluke sia Andropov si uniranno al gruppo formato da Shu, Bouquet, Marumaro e la new entry Noi; di nuovo si separeranno per riunirsi ancora, per infine prendere parte tutti insieme alla battaglia finale contro Rudolph negli ultimi episodi. Nell'epilogo, sembra che lei e Andropov siano finalmente fidanzati. Nel videogioco è doppiata da Ayako Kawasumi (giapponese) e Silvia Perosino (italiana), mentre nell'anime è doppiata da Erino Hazuki (giapponese) e Debora Magnaghi (italiano).

## Zola
Zola (ゾラ?, Zora) è una piratessa dei cieli. Guerriera esperta, fredda e distaccata, sempre padrona della situazione, ha la carnagione scura, i capelli bianchi e lunghi fino alla vita, occhi che cambiano dall'azzurro al verde acqua, una bandana raffigurante un teschio e una sciabola da cui non si separa mai. La sua ombra è il Pipistrello Assassino, che ha ottenuto quando con Nene e suo padre visitò le rovine ad essa dedicate. Fu proprio qui che suo padre morì proteggendola da una frana, e Zola, disperata, cedette alle tenebre e cadde sotto il loro controllo. Cinque anni dopo l'incidente, Zola ritornò al servizio di Nene (dove incontrò di nuovo Logi, che ferì accidentalmente all'occhio durante una battaglia) cresciuta e cambiata e, dopo avergli sottratto le informazioni di cui necessitava, lo abbandonò definitivamente. Individuò il primo discendente dei Soldati della Luce in Jiro; dopo che le truppe di Nene ebbero distrutto il villaggio del ragazzino, Zola lo avvicinò e gli rivelò il potere dell'ombra, di cui anche Jiro disponeva. Impiantò così in lui l'istinto di vendetta, persuadendolo che solo in questo modo avrebbe vendicato il suo villaggio e i suoi genitori, e iniziò a viaggiare insieme a lui, alla ricerca degli altri discendenti. Nell'anime fa la sua prima apparizione all'inizio della serie. Shu, scambiandola per un Maestro Cavaliere, le chiede di prenderlo come suo allievo. La ragazza gli dice di non essere un maestro cavaliere, per poi recarsi con Jiro alle rovine di Blue Dragon. In seguito, quando Shu la chiama per difendere il villaggio, lei all'inizio rifiuta fermamente, dicendo che la difesa del villaggio non la riguarda, ma poi ci ripensa, evocando Pipistrello Assassino per annientare le truppe di Nene. In questo frangente, viene a conoscenza del fatto che è proprio Shu il possessore di Blue Dragon. Alla fine convince Shu a partire con loro, permettendo anche a Kluke di unirsi al gruppo. Successivamente accetterà anche la presenza di Bouquet e Marumaro, poiché sono discendenti dei Soldati della Luce. Il suo intento difatti, diversamente da quello degli altri, non è sconfiggere Nene, verso il quale non prova altro che indifferenza. Il suo vero obiettivo è riportare il mondo al suo stato originale, ovvero le Tenebre, nelle quali non esistono né luce né ombra. Riuscirà in tale proposito ingannando tutti i discendenti dei Soldati della Luce, ovvero i suoi compagni di viaggio più Logi e DeathRoy. Le tenebre inghiottiranno quasi tutto il mondo, fino a quando Shu e gli altri non le sconfiggeranno. Nel farlo però, Shu ucciderà Zola, divenuta parte indivisibile delle tenebre quando si è unita con Pipistrello Assassino nel duello contro di lui. Il ragazzo la vedrà per l'ultima volta quando l'anima della ragazza si unirà all'essenza dei sette evocatori per sigillare nuovamente le tenebre. Nella seconda stagione, appare sul finale in una visione di Shu, infondendogli sostegno e coraggio nella sua lotta contro gli esseri superiori. Primula è la sua reincarnazione parziale, ossia la parte buona del suo cuore che si separò da lei quando Zola venne soggiogata dalla tenebre. Nel videogioco è doppiata da Hōko Kuwashima (giapponese) e Fulvia Roggero (italiana), mentre nell'anime è doppiata da Romi Park (giapponese) e Maddalena Vadacca (italiana).

## Jiro
Jiro (ジーロ?, Jīro) è un ragazzo abile e forte, dotato di una certa tecnica e strategia, che però ha un solo grande difetto, che Zola gli rinfaccia ripetutamente: è molto, troppo impulsivo, quasi più di Shu. È motivato a sconfiggere Nene dal desiderio di vendetta, in quanto egli è responsabile della distruzione del suo villaggio e della morte della sua famiglia. La sua ombra è Minotauro, di cui scopre di essere il possessore dopo la distruzione del suo villaggio. Zola gli si avvicina mentre piange e gli rivela l'immenso potere di cui entrambi dispongono. Jiro diviene così il primo allievo della ragazza e la segue nelle sue peregrinazioni. Durante la serie lega molto con Kluke, anche perché lei gli ricorda sua sorella minore deceduta insieme ai suoi genitori (nel videogame per Xbox 360 sembra che i due si fidanzino). Inizialmente ha un atteggiamento arrogante ed individualista, ma, col passare del tempo, si aprirà di più alle altre persone, divenendo più gentile e disponibile. Jiro conosce Shu e Kluke durante la sosta di lui e Zola nel loro villaggio; anche se all'inizio lui e Shu non si sopporteranno, avendo entrambi un carattere molto forte, col tempo impareranno a convivere e diverranno perfino amici. Poiché con Zola da più tempo, sarà colui che soffrirà di più per il suo tradimento. Nella seconda stagione, per via di due anni di duro allenamento, Jiro è cambiato sia fisicamente sia caratterialmente: risulta più calmo, concentrato, alto e muscoloso; ha inoltre sviluppato doti di guerriero eccezionali, soprattutto con la spada. Non si riunirà a Shu e gli altri in maniera diretta, ma li aiuterà comunque più volte, insieme a Sui, per poi prendere parte alla battaglia finale contro Rudolph, dopo aver riavuto Minotauro da HildeGard. Jiro svilupperà anche un rapporto ambiguo con Delphinium: apparentemente ostile, che potrebbe però nascondere una certa intesa. Nei videogioco è doppiato Kōki Miyata (giapponese) e Gianni Colelli (italiano), mentre nell'anime è doppiato da Daisuke Namikawa (giapponese) e Simone D'Andrea (italiano).

## Marumaro
Marumaro (マルマロ?, Marumaro) è un esserino simile a un gatto, membro della tribù dei DeVee, che Shu e i suoi amici incontrano poco dopo la loro partenza dal villaggio Talta. È un nanerottolo giallo con gli occhi sempre strizzati, il che rende impossibile stabilirne il colore. La sua ombra è Tigre, una enorme tigre con i denti a sciabola la cui abilità più pericolosa è la sua sorprendente velocità. Marumaro di solito ha un comportamento immaturo e disinvolto, affascinato dalle belle ragazze, incluse Kluke e soprattutto Bouquet, anche se mostra di avere un grande cuore e di essere sempre pronto ad aiutare i suoi amici. Durante le battaglie non si tira mai indietro, definendosi ogni volta "il paladino della giustizia". Shu e gli altri lo incontrano per la prima volta tra le macerie di un villaggio raso al suolo dalle truppe di Nene. Molto affezionato alla gente che viveva lì, soprattutto alle ragazze, Marumaro crede che siano loro i responsabili della sua distruzione, quindi li attacca e se la cava molto bene, fino a quando nella lotta non interviene Zola, che lo costringe a fuggire. Nella ritirata, però, Marumaro riesce a rubare loro gli zaini. Shu escogita dunque un piano: usare le mutandine di Kluke per catturare Marumaro (nella versione censurata trasmessa negli Stati Uniti d'America e in Italia le mutandine di Kluke sono state modificate digitalmente in una finta dichiarazione d'amore scritta dalla stessa Kluke). Marumaro abbocca e viene acciuffato. Tuttavia Zola ben presto lo libera e lui, per riconoscenza, si unisce al gruppo. Nella seconda serie, Marumaro è tornato dai suoi genitori, al suo villaggio natale, e Shu e gli altri faranno non poca fatica a convincerlo a seguirli, soprattutto per via della sua iniziale ostilità con Noi, a causa di un malinteso; i due infatti si sfideranno in diverse prove, dove sarà sempre Marumaro a vincere fino a quando alla fine perderà in una sfida a carte, ammettendo modestamente che Noi è un tipo tosto. Noi allora accetterà finalmente di far tornare Tigre. Nel videogioco è doppiato da Etsuko Kozakura (giapponese) e Valeria Dafarra (italiano), mentre nell'anime è doppiato da Sakiko Uran (giapponese) e Massimo Di Benedetto (italiano).

## Bouquet
Bouquet (ブーケ?, Būke) è un personaggio esclusivo dell'anime, coprotagonista nella seconda serie. Nella prima serie, fa la conoscenza di Shu e i suoi amici quando sostano nella locanda in cui lavora come cameriera; viene molestata da due uomini e Shu e Legalas la difendono, ma i due si danno alla fuga solo quando interviene Zola. Bouquet cerca di dimostrare la sua gratitudine a Shu e agli altri, finendo però per incasinare le cose. Dopo che ha perso il lavoro, insegue il gruppo di Shu e riesce a farsi accettare, rivelandosi più volte di grande aiuto. Inoltre sviluppa sentimenti romantici per Shu e si dichiara la sua fidanzata, scatenando (almeno inizialmente) la gelosia di Kluke, anche se poi le due diventeranno buone amiche. Coetanea di Shu e Kluke, Bouquet è una ragazza bellissima che, a causa del suo corpo sinuoso, è spesso molestata da Marumaro, sebbene usa comunque il suo fascino e il suo grande seno ondeggiante per attirare l'attenzione di Shu (Bouquet è il personaggio più soggetto a fanservice nell'anime, un tratto pesantemente censurato anche nell'edizione italiana). A volte è goffa e un po' distratta, ma anche più attenta ai sentimenti degli altri di quanto sembri, dimostrandosi sensibile, affettuosa, premurosa, gentile, educata, volitiva, leale e schietta. Vuole conoscere il suo scopo nella vita e non vuole essere inutile, soffrendo molto quando viene accusata di ciò. La sua motivazione è dovuta al fatto che ha vissuto un passato amaro in cui è stata spesso rifiutata, sia nelle cotte d'infanzia che nelle gare sportive. Bouquet, come membro della tribù dei Ra, ha il potere di rendersi invisibile, ma non rispetto ai suoi vestiti, e quindi deve spogliarsi completamente nuda per non essere vista, il che le rende possibile infiltrarsi in una base nemica e agire come spia. La sua ombra è Ippopotamo, che Bouquet chiama affettuosamente Hippo, il quale può unirsi a lei in modo che possano trasformarsi in qualsiasi persona, animale o oggetto. Nella seconda serie, Bouquet ottiene l'abilità di unione da Noi, che le permette di aumentare il potere di Blue Dragon e Tigre dando loro un'armatura e una forza maggiore. Nella prima serie, Nella seconda serie, Bouquet è rimasta al fianco di Shu nella resistenza contro i soldati di Rosekstan. Caratterialmente non è cambiata molto, rimanendo sempre un'ottima cuoca e una ragazza solare e spensierata ma anche più vicina a Shu, che sembra essersi legato definitivamente a lei. È doppiata da Saki Nakajima (giapponese) e Lara Parmiani (italiano).

## Logi
Logi è inizialmente il generale dell'esercito del Gran Reame, che riceve gli ordini direttamente da Lord Nene. Ha un passato burrascoso con Zola, verso la quale nutre del rancore (sebbene alla fine si dimostrerà dispiaciuto della sua morte), poiché lei aveva rifiutato la sua amicizia e lo aveva accidentalmente ferito all'occhio. Logi è un maestro della guerra abilissimo con la spada, il quale tenterà più volte di eliminare Shu e gli altri con l'aiuto dello Squadrone Volante Indipendente, un gruppo elitario di manipolatori di ombre, di cui lui è lo stesso leader e fondatore. Sebbene all'inizio sia uno degli antagonisti principali, nella seconda metà della prima stagione progetterà egli stesso la caduta di Lord Nene fino a quando, dopo la sua disfatta per mano del gruppo di Shu, si separerà dal Gran Reame, fondando, con l'aiuto di Andropov e Schneider, la nazione di Rosekstan. Successivamente, dopo la liberazione delle tenebre per mano di Zola, venuto a conoscenza della sua discendenza dai Soldati della Luce lui, Schneider e Andropov si uniranno al gruppo di Shu per sconfiggerle. Il suo ruolo nella storia e il suo carattere molto duro ma alimentato dal desiderio di costruire un mondo migliore fanno di Logi un vero e proprio antieroe. La sua ombra è inizialmente Valkyria, un'ombra artificiale che, dopo essere stata sconfitta da Shu e Blue Dragon lascerà il posto a Odin, l'ombra che lui possiede essendo uno dei sette discendenti. Nella seconda stagione riavrà Odin da Lottarice e insieme a Rosekstan si scontrerà molte volte contro i Guardiani Bianchi, per poi cessare le ostilità e guidare la battaglia finale contro Rudolph. È doppiato da Kentaro Ito (giapponese) e Niseem Onorato (italiano).

## Delphinium
Delphinium è una giovane donna che inizialmente lavora come spia per il Gran Reame, ed è responsabile sia del furto delle Extra Sette sia dell'omicidio di Homeron. Molto leale a Lord Nene, cercherà di uccidere anche Logi dopo che questi si separerà dal Gran Reame insieme al suo gruppo. Delphinium è tuttavia una figura complessa, spesso ostile e spietata nei confronti del prossimo, che però nasconde un desiderio tutto suo di proteggere e tutelare il mondo, come dimostra quando odierà Zola per avere liberato le tenebre. Nella seconda serie sviluppa un rapporto ambiguo con Jiro: nonostante l'apparente rivalità, i due dimostreranno in varie occasioni di avere un certo feeling. Delphinium è l'unico personaggio ad avere il potere di due ombre: Idra, un'ombra artificiale, e Chimera, una delle sette ombre della luce guidata in realtà da Deathroy, che però, non potendola usare autonomamente, è costretto ad affidarla ad altri. Sarà infatti lei a usarne il potere per risigillare le tenebre. Alla fine della seconda stagione, Delphinium, dopo essersi alleata con i Guardiani Bianchi, si unirà agli altri nella battaglia contro Rudolph. È doppiata da Akiko Kimura (giapponese) e Alessandra Karpoff (italiana).

## Noi
New entry della seconda stagione, Noi è un essere superiore, una razza di potenti alieni con l'abilità di trasformarsi in draghi, che ha il compito di osservare le creature dell'universo per giudicarne i comportamenti. All'inizio della seconda stagione, scappa dai suoi simili, incontrando sulla Terra Shu e Bouquet, con i quali si mette in viaggio. Da qui, Noi procederà con il ridare agli evocatori le loro ombre: prima Shu e Bouquet, poi Marumaro, DeathRoy e Kluke. A Bouquet e Hippo donerà inoltre un nuovo potere: la capacità di unione. Sebbene inizialmente abbia un atteggiamento snob e viziato, nel corso della serie, passando sempre più tempo con gli esseri umani, diverrà più sensibile e disponibile, riconoscendo il valore della specie umana, e comprendendo che essa non deve essere distrutta, scontrandosi per questo con altri essere superiori come Michael e il loro leader Rudolph. Durante la battaglia finale completerà la sua crescita e, dopo la sconfitta di Rudolph, verrà eletto nuovo capo del consiglio della legione. È doppiato da Hitomi Nabatame (giapponese) e Federica Valenti (italiano).

## Primula
Presenza esclusiva della seconda stagione, Primula è una giovane ragazza albina con l'abilità di predire il futuro. È, insieme a suo nonno, il dottor Tarkosky, la leader dei Guardiani Bianchi, un'organizzazione che crede ciecamente nelle sue profezie (difatti essi si riferiscono a lei con l'appellativo di "Oracolo") e che ha come obbiettivo quello di eliminare le ombre dal mondo. Per questo, i Guardiani Bianchi saranno nemici sia dei Rosekstan sia del gruppo di Shu. Tuttavia, tra lei e quest'ultimo nascerà una grande amicizia, e lui l'aiuterà a capire che non ci si deve rassegnare alle circostanze e che gli uomini, con la loro forza e determinazione, possono plasmare da sé il proprio futuro. Negli ultimi episodi, si scopre che in realtà Primula altri non è che la parte buona di Zola, la quale si separò da lei quando quest'ultima cadde sotto il controllo delle tenebre. Al termine della battaglia contro Rudolph perde l'abilità di vedere il futuro, e, durante l'epilogo, conferirà a Shu, Marumaro e Bouquet una medaglia come ringraziamento per aver salvato il mondo. È doppiata da Megumi Toyoguchi (giapponese) e Loredana Foresta (italiana).

## Andropov
Presente solo nell'anime, Andropov è all'inizio uno dei guerrieri d'élite del Gran Reame, ingaggiato da Logi come membro dello Squadrone Volante Indipendente, un gruppo di manipolatori di ombre scelti apposta da Nene per eliminare Shu e i suoi amici. Nell'esercito ricopre il ruolo di tenente, ed è l'ufficiale più giovane, ma anche il più intelligente, nonché uno dei più abili. All'interno dello squadrone ha il ruolo di spia. Appare come un ragazzo dai modi sofisticati, freddo e piuttosto altezzoso,  molto fedele soltanto nei confronti di Logi, cosa che mostra per esempio quando, senza esitazione, si unisce a lui nella fondazione di Rosekstan, dopo la caduta di Nene. Il suo carattere tuttavia cambia quando Andropov s'innamora perdutamente di Kluke, durante gli ultimi episodi della prima stagione, finendo con l'essere ben presto ricambiato. Lei infatti lo aiuta a scoprire il giovane di buon cuore sepolto in lui. Come soldato agli ordini del generale Logi prende parte alla guerra contro le Tenebre, sacrificandosi insieme a Schneider per sconfiggere due creature mostruose a guardia della porta delle Terre Sigillate, permettendo così ai sette discendenti dei Soldati della Luce di proseguire il viaggio e affrontare Zola. Durante questa battaglia rimarrà gravemente ferito e verrà in seguito ritrovato da Kluke, con la quale andrà a vivere. Durante la seconda stagione non è ancora del tutto guarito e quindi non può combattere, ma rimane profondamente leale a Logi e a Rosekstan, sebbene si senta anche in colpa per la morte dell'amico Schneider. Nel corso della serie, sia lui che Kluke si uniscono al gruppo di Shu, per poi prendere parte alla battaglia finale contro Rudolph, dove Andropov tornerà ufficialmente al fianco del generale. Durante l'epilogo, sembra che lui e Kluke siano finalmente fidanzati. La sua ombra è Alubujem, una creatura fatta di cristallo che gli conferisce l'abilità di vedere ogni luogo, oggetto o persona, ovunque essi si trovino. È doppiato da Kappei Yamaguchi (giapponese) e Davide Garbolino (italiano).

## Nene
Nene è il principale antagonista della prima parte della prima stagione. È un essere malvagio, a capo del Gran Reame, il principale nemico del regno di Jibral e dei suoi alleati. L'obbiettivo di Nene è dominare il mondo, e per farlo attacca le altre città, rapendo i bambini per usare la loro energia vitale e creare artificialmente le ombre, fino a quando Shu e gli altri non lo sconfiggono. In battaglia usa Chimera, in realtà l'ombra di Deathroy, che però quest'ultimo non può usare per sé. Nel videogioco è doppiato da Norio Wakamoto (giapponese) e Fabio Fasso (italiano), mentre nell'anime è doppiato da Shiro Saito (giapponese) e Mario Scarabelli (italiano).

## DeathRoy
Lord Deathroy è una piccola creatura che inizialmente appare al fianco di lord Nene, e ha l'abitudine di ripetere le ultime parole delle altre persone. In realtà DeathRoy è un Antico, nonché uno dei sette discendenti dei Soldati Della Luce e il vero possessore di Chimera, che però non può usare autonomamente. Dopo la disfatta di Nene, viene rapito da Zola ma ritrovato da Delphinium nelle Terre Sigillate, a cui affida Chimera e che fa diventare la sua nuova servitrice. Sia lui sia Delphinium si uniscono a Shu nella guerra contro le Tenebre prima e in quella contro Rudolph poi. Nel videogioco è doppiato da Yuji Ueda (giapponese) e Dario Cirella (italiano), mentre nell'anime è doppiato da Tetsu Shiratori (giapponese) e Davide Garbolino (italiano).

## Conrad
Conrad è il maestro cavaliere di Jibral, dai modi gentili e dal cuore nobile. Egli diventa subito un esempio per Shu, con il quale stringerà una grande amicizia e che aiuterà spesso nelle sue avventure. È doppiato da Mitsuru Miyamoto (giapponese) e Patrizio Prata (italiano).

## Legalas
Legalas è un uomo grande e grosso, spesso imbranato e spaccone. È l'ambasciatore del regno di Jibral, sebbene sia più spesso protagonista di varie gag comiche insieme a Marumaro e Bouquet. Nonostante i pasticci che combina Legalas si preoccupa molto per la sua gente e diventa fin da subito uno dei più grandi alleati di Shu. Dopo la guerra contro le Tenebre forma un gruppo di resistenza (in cui entrano a far parte anche Shu e Bouquet) contro gli uomini di Rosekstan. È doppiato da Kenyu Horiuchi (giapponese) e Tony Fuochi (italiano).

## Rudolph
Rudoplh è il leader della legione di esseri superiori, che fin da subito è determinato nel voler eliminare la razza umana, che ritiene una specie inferiore. A causa della sua presunzione, Noi e Lottarice finiranno con il ribellarsi a lui. Egli serve da principale antagonista della seconda stagione, e alla fine viene eliminato da Shu quando questi si unisce a Blue Dragon. È doppiato da Rikiya Koyama (giapponese).

## Lottarice
Lottarice è un essere superiore di sesso femminile che all'inizio riceve l'incarico di effettuare delle prove sulla razza umana. Nonostante il suo atteggiamento distaccato, i terrestri la incuriosiscono e finisce con lo stringere un'insolita amicizia con Bouquet, che la aiuta a vedere la bellezza nel mondo e nell'umanità. Per questi motivi, si ribellerà a Rudolph e, dopo la sua sconfitta, insieme a Hildegard eleggerà Noi come nuovo capo del consiglio.

## Homeron
Homeron è un giovane uomo, fratello maggiore di Sui, ritenuto il più grande informatore del mondo. Viene incaricato dal gruppo di Shu di recuperare le Extra Sette, le ultime sette pagine del Libro del Principio, contenenti informazioni preziose sulle ombre, scomparse dal regno di Jibral. Homeron riuscirà nella sua ricerca e sacrificherà la sua vita (viene eliminato da Delphinium) per dire a Shu dove esse si trovano e come recuperarle.

## Sui
Sui è la sorella minore di Homeron e, come lui, un'abilissima informatrice. Viene ingaggiata da Shu nella seconda stagione, e fornirà a lui e il suo gruppo importanti informazioni sui Guardiani Bianchi prima e sulla Legione di esseri superiori poi. Nelle sue ricerche, finirà con l'essere più volte accompagnata da Jiro e, alla fine, prende parte alla battaglia finale contro Rudolph.

## Matilda
Matilda è, nella seconda stagione, la seconda in comando dell'esercito di Rosekstan, agli ordini di Logi. Sarà lei a guidare le loro truppe nella battaglia finale contro Rudolph. La sua ombra è Zephiro, un mostruoso pipistrello che combatte con una spada e ha l'abilità del teletrasporto.

## Schneider
Schneider è, inizialmente, uno dei più abili soldati membri dello Squadrone Volante Indipendente al comando del generale Logi, verso il quale è molto leale come dimostra quando, senza esitazione, si unisce a lui nel momento in cui questi si stacca dal Gran Reame per fondare Rosekstan. Schneider ha un atteggiamento molto altezzoso ma, negli ultimi episodi della prima stagione, rivela il suo lato più umano: sacrifica infatti la sua vita per distruggere i due mostri a guardia della porta delle Terre Sigillate (e permettere ai sette discendenti dei Soldati della Luce di raggiungere Zola e sconfiggerla) salvando l'amico Andropov e mantenendo anche la promessa fatta a Logi, che gli aveva chiesto di proteggere il ragazzo. La sua ombra è Isabel, una femmina umanoide che combatte con arco e frecce.

## Szabo
Szabo è un robot che, durante la prima stagione, è il braccio destro di Lord Nene, e si occupa spesso di guidare le truppe che attaccano e devastano i vari villaggi, rapendone i bambini. È difatti lui il diretto responsabile della distruzione del villaggio natale di Jiro e della morte della sua famiglia; per questo, il ragazzo cova un desiderio di vendetta profondissimo soprattutto nei suoi confronti, fino a quando non riuscirà a sconfiggerlo, distruggendolo. Riappare nella seconda stagione senza alcuna memoria del suo passato, poiché è stato trovato e ricostruito dal nonno di Primula (che non sapeva cosa fosse) e assunto come robot domestico. Nel videogioco è doppiato da Tessho Genda (giapponese) e Fabio Fasso (italiano), mentre nell'anime è doppiato da Akimitsu Takase (giapponese) e Riccardo Rovatti (italiano).

## Tarkosky
Il dottor Tarkosky è il leader dei Guardiani Bianchi, nonché il nonno di Primula. In realtà lei non è veramente sua nipote, bensì è stato lo stesso Tarkosky a trovarla sotto forma di sfera di luce e donarle un corpo. In passato è stato uno scienziato del Gran Reame.

## Vermiglio
Vermiglio è il generale dell'esercito dei Guardiani Bianchi, fedelissimo alla loro causa e alla piccola lady Primula. Crede fermamente nelle profezie della bambina e nel destino, e per questa ragione si scontrerà spesso com Shu, fino a quando, comprendendo il di lei ruolo nella guerra contro gli esseri superiori, non sacrifica la sua vita per proteggerla.

## Furioso
Furioso è il secondo in comando dell'esercito dei Guardiani Bianchi, di cui diventa il generale dopo la morte di Vermiglio. Come lui, è molto fedele a Primula e alla causa della loro gente. Ha un carattere brusco e deciso. Verso la fine della seconda stagione, sacrificherà la sua vita per permettere a Shu e i suoi amici di raggiungere la sede della Legione di esseri superiori e salvare la razza umana.